# Der Deutsche Block
Der Deutsche Block war eine rechtsextreme nationalistische Gruppe, die aus einer Abspaltung der Wirtschaftlichen Aufbau-Vereinigung entstand.
Erster Vorsitzender nach der Gründung im Oktober 1947 war Karl Meißner. Bei der Landtagswahl in Bayern 1950 erreichte der Deutsche Block 0,9 % der Stimmen. Danach erreichte diese Gruppierung nur noch kleinere lokale Erfolge in Regensburg (1952: 3,5 %) und in Oberfranken. Bei der Bundestagswahl 1953 nahm der Deutsche Block gemeinsam mit anderen rechtsextremen Parteien unter dem Namen Dachverband der Nationalen Sammlung (DNS) teil.